# Сивертсен, Оскар
Оскар Сиира Сивертсен (норв. Oskar Siira Sivertsen; род. 15 февраля 2004, Норвегия) — норвежский футболист, нападающий нидерландского клуба «Гоу Эхед Иглз».

## Клубная карьера
Сивертсон — воспитанник клубов «Дале» и «Кристиансунн». 22 августа 2020 года в матче против «Сарпсборг 08» он дебютировал в Типпелиге в составе последнего. В этом же поединке Оскар забил свой первый гол за «Кристиансунн». В 2022 году Сивертсон на правах аренды выступал за «Хёдд». В 2022 году Оскар вернулся обратно и по окончании сезона вылетел с клубом из элиты, но остался в команде.
4 февраля 2025 года перешёл в нидерландский «Гоу Эхед Иглз», подписав трёхлетний контракт до середины 2028 года. 5 февраля дебютировал за клуб в матче 1/4 финала Кубка Нидерландов против «Нордвейка», выйдя на замену вместо Якоба Бреума на 77-й минуте. 8 февраля дебютировал в Эредивизи в гостевом матче с «Хераклесом», появившись на 75-й минуте вместо Матиса Сюрая.

## Международная карьера
В 2023 году в составе юношеской сборной Норвегии Сивертсен принял участие в юношеском чемпионате Европы на Мальте. На турнире он сыграл в матчах против команд Испании, Исландии, Греции и Португалии.

## Достижения
«Гоу Эхед Иглз»
- Обладатель Кубка Нидерландов: 2024/25[нидерл.]